# 利斯維爾 (康乃狄克州)
利斯維爾（英語：Leesville）是位於美國康乃狄克州米德爾塞克斯縣的一個村落。該地的面積和人口皆未知。

## 地理
利斯維爾的座標為41°30′54″N 72°28′52″W / 41.51500°N 72.48111°W，而該地的平均海拔高度為10米（即33英尺）。